# مايك بومغارتن
مايك بومغارتن (بالألمانية: Maik Baumgarten)‏ هو لاعب كرة قدم ألماني، ولد في 26 أبريل 1993 في أيسناخ في ألمانيا. لعب مع هانزا روستوك.

## وصلات خارجية
- مايك بومغارتن على موقع قاعدة بيانات كرة القدم.إي يو (الإنجليزية)
- مايك بومغارتن على موقع بيانات كرة القدم. دي إي (الألمانية)
- مايك بومغارتن على موقع Soccerway.com (الإنجليزية)
- مايك بومغارتن على موقع عالم كرة القدم.نت (الإنجليزية)